# Triamyxa
 Triamyxa  ist eine fossile Gattung aus der Ordnung der Käfer (Coleoptera), die vor rund 230 Millionen Jahren im Gebiet der heutigen Stadt Ozimek in der polnischen Woiwodschaft Oppeln vorkam. Einzige bislang beschriebene Art der Gattung ist Triamyxa coprolithica, deren Exemplare in einem Koprolith – versteinertem Kot – eines Archosauriers entdeckt wurden.

## Namensgebung
Triamyxa ist ein Kunstwort. Die Bezeichnung der Gattung verweist zum einen auf die geologische Epoche des Trias, aus dessen Stufe (Karnium) die Funde der Gattung stammen; zum anderen auf die Unterordnung Myxophaga, mit der die Gattung am nächsten verwandt zu sein scheint. Das Epitheton, coprolithica, bezieht sich auf den Fund der Typusart in einem Koprolith. In der Erstbeschreibung von Gattung und Art wurde zugleich deren Zugehörigkeit zur neu eingeführten Familie der Triamyxidae festgelegt.

## Funde
Triamyxa coprolithica wurde im Fragment des Koproliths (Sammlungsnummer: ZPAL AbIII/3520) entdeckt, der mutmaßlich von einem Silesaurus – von Silesaurus opolensis – stammt. Die Überreste der nur 1,4 bis 1,7 Millimeter langen und 0,4 bis 0,5 Millimeter breiten Käfer wurden in der European Synchrotron Radiation Facility in Grenoble mit Hilfe der Röntgen-Mikrotomographie (d. h. durch Computertomographie mit mikroskopischer Auflösung) dreidimensional abgebildet. Entdeckt wurden auf diese Weise in dem 17 Millimeter langen (Durchmesser: 21 Millimeter) Dinosaurier-Kot zwei komplett erhaltene Käfer, 12 weitere Käfer mit teilweise oder ganz fehlenden Gliedmaßen sowie zahlreiche isolierte Körperteile, von denen die meisten ebenfalls zu Triamyxa gehören. Am Computer konnten die Funde rekonstruiert werden, nicht nur der Körper, sondern auch die Fühler, die Beine und die Beschaffenheit der vorstehenden Augen. Holotypus von Gattung und Art ist das am besten erhaltene Exemplar, die übrigen Funde wurden als Paratypen benannt.
In der Erstbeschreibung wird erläutert, dass die winzigen Käfer vermutlich weitgehend unbeschädigt in den Kot gelangen konnten, weil sie so klein waren, dass sie von Silesaurus – seiner Bezahnung zufolge ein Pflanzenfresser – unzerkaut geschluckt und aufgrund ihres harten Außenskeletts nicht verdaut wurden. Heute lebende Verwandte von Triamyxa aus der Unterordnung der Myxophaga leben aquatisch und kommen gelegentlich in großer Anzahl auf Grünalgen vor; die Forscher vermuten, dass dies vor 320 Millionen Jahren ähnlich gewesen sein könnte.
Verwahrort des Koproliths und des in ihm befindlichen Holotypus von Gattung und Art ist das Institut für Paläobiologie der Polnischen Akademie der Wissenschaften in Warschau.

## Belege
1. ↑  Martin Qvarnström, Martin Fikáček, Joel Vikberg Wernström et al.: Exceptionally preserved beetles in a Triassic coprolite of putative dinosauriform origin. In: Current Biology. Online-Veröffentlichung vom 30. Juni 2021, doi:10.1016/j.cub.2021.05.015.